# Shigeo Sugimoto
Shigeo Sugimoto (4. december 1926 - 2. april 2002) var en japansk fodboldspiller.

## Japans fodboldlandshold
| Japans landshold | Japans landshold | Japans landshold |
| År               | Kmp              | Mål              |
| ---------------- | ---------------- | ---------------- |
| 1951             | 2                | 0                |
| 1952             | 0                | 0                |
| 1953             | 0                | 0                |
| 1954             | 1                | 0                |
| Total            | 3                | 0                |